# (30126) Haviland
Pour les articles homonymes, voir Haviland (homonymie).
(30126) Haviland est un astéroïde de la ceinture principale d'astéroïdes.

## Description
(30126) Haviland est un astéroïde de la ceinture principale d'astéroïdes. Il fut découvert le 29 mars 2000 à Socorro (Nouveau-Mexique) par le projet LINEAR. Il présente une orbite caractérisée par un demi-grand axe de 2,29 UA, une excentricité de 0,09 et une inclinaison de 7,9° par rapport à l'écliptique.

## Compléments